# 中岳齒獸
中岳齒獸（Mesoreodon）是岳齒獸科的一種，生存於中新世早期的北美洲。是大型動物，約有羊的大小，吃多種的植物及早期的草。顎骨粗壯，且有鋒利的犬齒。
中岳齒獸分佈很廣，不像其他岳齒獸科般限制在某些棲息地及位置。中岳齒獸的化石在美國加利福尼亞州的沙漠、內布拉斯加州、懷俄明州及南達科他州的草原、愛達荷州東南部、俄勒岡州的約翰時代化石床國家紀念碑及科羅拉多州發現。中岳齒獸是科羅拉多州中唯一發現的岳齒獸科，有完整的骨骼。牠們可以生活在多種環境下，具有高度的適應性。
中岳齒獸有骨化的聲帶。同樣有如此結構的動物是現今的吼猴。中岳齒獸可能是以高聲浪來恫嚇敵人。